# Jacques Lorez
Jacques Lorez is een voormalig Belgische syndicalist.

## Levensloop
In 1993 volgde hij Roger Piton op als federaal voorzitter van de ACOD, een functie die hij uitoefende tot 1998. Hij werd opgevolgd in deze hoedanigheid door Henri Dujardin.